# Ateme
Ateme, o ATEME, è una società francese specializzata in apparati di compressione video per il broadcasting in standard HEVC / High Efficiency Video Coding;  H.264;  MPEG-2, soluzioni di codifica / decodifica per i collegamenti di contribuzione, distribuzione, multi-screen live streaming, OTT e applicazioni VOD. L'azienda fondata nel 1991, ha sede a Vélizy vicino a Parigi, in Francia, e ha uffici negli Stati Uniti (Miami, Los Angeles), Cina (Pechino) e Corea (Seul). L'azienda dispone di una rete di rivenditori in tutto il mondo e opera a livello globale con clienti in più di 60 paesi.
ATEME è responsabile per la parte di ricerca codec del progetto 4EVER finanziato del governo francese e iniziato nel giugno 2012, insieme a France Télévisions, Orange e altri. Questo progetto mira a dimostrare i vantaggi della tecnologia di codec HEVC. HEVC riduce notevolmente l'uso della banda e semplifica quindi la distribuzione di contenuti HD su dispositivi mobili, così come l'Ultra High Definition (Ultra HD) può fare per la distribuzione in alta definizione a casa e nelle sale cinematografiche.
ATEME ha presentato il suo primo software di codifica HEVC per la televisione 4K / UHDTV all'IBC 2012, un expo che si tiene ogni anno ad Amsterdam.
I prodotti ATEME includono la serie di encoders e decoders Kyrion in Definizione Standard (SD) e ad alta definizione (HD) con codifica MPEG-2 ed MPEG-4/AVC, e la piattaforma TITAN per la distribuzione VOD e in diretta su reti gestite e non gestite (OTT).
L'azienda è membro di associazioni di broadcasting come DVB, SMPTE, National Association of Broadcasters (NAB), Sports Video Group (SVG), Asia-Pacific Broadcasting Union (ABU), World Teleport Association (WTA), Society of Satellite Professionals International (SSPI).
Le loro soluzioni sono state adottate da diverse aziende tra cui, Sky Italia, DirecTV, GlobeCast, P & TLuxembourg, France Télévisions, Eutelsat, Cyfrowy Polsat, Taiwan Broadcasting System, Eurovisione, Saudi Telecom, Calhoun Satellite Communications, 2SAT Europa, TrueVisions - Thailandia, Digicable - India e altri.
È membro dell'Istituto europeo per le norme di telecomunicazione (ETSI).